# Ruy Gonçalo do Valle Peixoto de Villas Boas
Fra' Ruy Gonçalo do Valle Peixoto de Villas Boas (Porto, 27 novembre 1939) è un dirigente d'azienda e religioso portoghese, alto dignitario del Sovrano Militare Ordine di Malta.

## Biografia
Ruy Gonçalo do Valle Peixoto de Villas Boas è nato a Porto il 27 novembre 1939.
Ha studiato ingegneria chimica industriale. Dopo aver prestato il servizio militare, ha iniziato la professione di ingegnere lavorando per l'Azienda dei Tabacchi Portoghese, ricoprendo l'incarico di direttore della ricerca e sviluppo. È stato membro effettivo della Cooperazione per la ricerca scientifica sul tabacco (CORESTA) e dell'Organizzazione internazionale per la normazione (ISO). Nel 1986 è stato nominato vicepresidente della commissione scientifica di CORESTA.
Nel 1984 è entrato a far parte dell'Ordine di Malta nell'Associazione Portoghese. Nel 1996 ha emesso la promessa di Obbedienza. Dopo la morte della moglie, Maria da Conceição, avvenuta nel 2008, è diventato un Cavaliere Professo emettendo la professione solenne nel 2015.
Ha ricoperto numerosi incarichi nell'Ordine: delegato del Gran Maestro in Brasile; Consigliere, Cancelliere e Vicepresidente dell'Associazione Portoghese; Vice Delegato delle Associazioni Nazionali.
Da molti anni si occupa personalmente dei bisogni materiali e spirituali dei detenuti in una prigione in Portogallo e partecipa ai pellegrinaggi dell'Ordine a Fátima e a Lourdes.
Ha scritto alcuni libri ed articoli sull'Ordine di Malta.
Dal maggio del 2014 all'aprile del 2019 è stato membro del Consiglio del Governo. Il Capitolo Generale del 1º e 2 maggio 2019 lo ha eletto alla carica di Gran Commendatore. Il 29 aprile 2020, con il decesso dell'80º Gran Maestro fra' Giacomo Dalla Torre del Tempio di Sanguinetto, ha assunto le funzioni di Luogotenente Interinale ed è rimasto a capo del Sovrano Ordine di Malta fino all'elezione del Luogotenente di Gran Maestro fra' Marco Luzzago avvenuta l'8 novembre successivo. È tornato a ricoprire tale incarico alla morte di quest'ultimo il 7 giugno 2022 sino alla nomina, il 13 dello stesso mese, di fra' John Timothy Dunlap quale nuovo Luogotenente di Gran Maestro dell'ordine.
Il 3 settembre 2022 papa Francesco promulgò la nuova Carta Costituzionale ed il relativo Codice Melitense e decretò la revoca delle Alte Cariche e lo scioglimento del Sovrano Consiglio chiamando a succedergli fra' Emmanuel Rousseau.

## Opere
- Asociación de los Caballeros de la Soberana Orden Militar de Malta de Paraguay. Fonteireira, 2006.
- Associação Brasileira do Rio de Janeiro da Ordem Soberana Militar e Hospitalária de S. João de Jerusalém, de Rodes e de Malta. Fonteireira, 2006.
- Rol dos cavaleiros de Língua portuguesa dos sécs. XII a XIX e registo das comendas, governadores do hospital e das Maltesas. Fonteireira, 2002.
- "Igreja de S. Brás e Santa Luzia". Filermo 7–8 (1998): 163–183.
- "Os Grão-Mestres portugueses da Ordem de Malta". Filermo 5–6 (1996/97): 93–107.
- Rol dos cavaleiros de Língua portuguesa nos sécs. XVIII e XIX e registo de alguns Cavaleiros anteriores a esse período. Fonteireira, 1995.